# چاه آبی مرتضی نادری
چاه آبی مرتضی نادری یک منطقهٔ مسکونی در ایران است که در دهستان سرخه واقع شده‌است.